# Listă de scriitori români - K

## Scriitori români - K
| - Kenereș, Adina - Kernbach, Victor - Kessler, Klaus | - Kirițescu, Alexandru - Kiropol, Adina - Kogălniceanu, Mihail | - Komartin, Claudiu - Kremnitz, Mite |